# More than That
"More than That" là đĩa đơn thứ ba của Backstreet Boys từ album Black & Blue. Bài hát đạt vị trí #27 trên Billboard Hot 100 và xếp hạng trong 20 weeks, thứ #12 trên UK Singles Chart.

## Danh sách track
Australian and New Zealand CD single
1. "More Than That" (radio mix) – 3:40
2. "More Than That" (album version) – 3:44
3. "The Call" (Neptunes remix with rap) – 3:53
4. "More Than That" (Hani Mixshow remix) – 6:36
5. "More Than That" (enhanced video) – 3:54

European CD single
1. "More Than That" (radio mix) – 3:40
2. "More Than That" (album version) – 3:44

UK CD and cassette single
1. "More Than That" (radio mix) – 3:40
2. "More Than That" (Hani Mix Show remix) – 6:36
3. "The Call" (Neptunes remix with rap) – 3:53

## Bảng xếp hạng
| Bảng xếp hạng (2001)                  | Vị trí cao nhất |
| ------------------------------------- | --------------- |
| Úc (ARIA)                             | 25              |
| Áo (Ö3 Austria Top 40)                | 27              |
| Bỉ (Ultratop 50 Flanders)             | 44              |
| Bỉ (Ultratip Wallonia)                | 14              |
| Canada CHR (Nielsen BDS)              | 5               |
| Croatia (HRT)                         | 4               |
| Europe (Eurochart Hot 100)            | 22              |
| Đức (GfK)                             | 25              |
| Ireland (IRMA)                        | 21              |
| Ý (FIMI)                              | 25              |
| Hà Lan (Dutch Top 40)                 | 35              |
| Hà Lan (Single Top 100)               | 28              |
| New Zealand (Recorded Music NZ)       | 29              |
| Poland (Music & Media)                | 1               |
| Poland (Polish Airplay Charts)        | 2               |
| Romania (Romanian Top 100)            | 12              |
| Scotland (OCC)                        | 9               |
| Thụy Điển (Sverigetopplistan)         | 11              |
| Thụy Sĩ (Schweizer Hitparade)         | 28              |
| Anh Quốc (OCC)                        | 12              |
| Anh Quốc Indie (OCC)                  | 2               |
| Hoa Kỳ Billboard Hot 100              | 27              |
| Hoa Kỳ Adult Contemporary (Billboard) | 6               |
| Hoa Kỳ Adult Pop Airplay (Billboard)  | 34              |
| Hoa Kỳ Pop Airplay (Billboard)        | 14              |

| Bảng xếp hạng (2001)              | Vị trí |
| --------------------------------- | ------ |
| Brazil (Crowley)                  | 81     |
| Canada (Nielsen SoundScan)        | 149    |
| Canada Radio (Nielsen BDS)        | 16     |
| Romania (Romanian Top 100)        | 77     |
| Sweden (Sverigetopplistan)        | 92     |
| US Adult Contemporary (Billboard) | 17     |
| US Mainstream Top 40 (Billboard)  | 69     |

## Chứng nhận
| Quốc gia                                  | Chứng nhận | Số đơn vị/doanh số chứng nhận |
| ----------------------------------------- | ---------- | ----------------------------- |
| Đan Mạch (IFPI Đan Mạch)                  | Vàng       | 4.000^                        |
| ^ Chứng nhận dựa theo doanh số nhập hàng. |            |                               |